# Joan August de Saxònia-Gotha-Altenburg
Joan August de Saxònia-Gotha-Altenburg (en alemany Johann August von Sachsen-Gotha-Altenburg) va néixer a Gotha (Alemanya) el 17 de febrer de 1704 i va morir a Stadtroda el 8 de maig de 1767. Era el cinquè fill del duc Frederic II (1676-1732) i de Magdalena Augusta d'Anhalt-Zerbst (1679-1740).
Va entrar al servei de l'exèrcit Imperial el 1725 i va intervenir en missions militars a Itàlia i a Hongria. A la batalla de Grock va ser ferit, cosa que l'obligà aretirar-se una temporada a Altenburg. Després, va reprendre la seva carrera i va prendre part en la Guerra de Successió d'Àustria, a Silèsia, Bohèmia i Baviera. Finalment, va assolir el grau de mariscal del Reich i va comandar un regiment de dragons.

## Matrimoni i fills
El 6 de gener de 1752 es va casar a Stadtroda amb Lluïsa de Reuss-Schleiz (1726-1773), vídua del seu germà petit Cristià Guillem i filla d'Enric I de Reuss-Schleitz (1695-1744) i de Juliana Dorotea de Löwenstein-Wertheim (1694-1734). El matrimoni va tenir quatre fills: 
- Augusta Lluïsa (1752-1805), casada amb Frederic Carles I de Schwarzburg-Rudolstadt.
- Un fill nascut mort el 1753.
- Un fill nascut mort el 1754.
- Lluïsa (1756-1808) casada amb el duc Frederic Francesc I de Mecklenburg-Schwerin (1756-1837).